# Investeringsforening
En investeringsforening er en sammenslutning af investorer. Gennem foreningen sikres det, at også de mindre velhavende investorer får adgang til investeringsmarkeder. En investeringsforening er underlagt offentligt tilsyn – i Danmark af Finanstilsynet. 
Foreningen investerer medlemmernes (investorernes) opsparing i aktier og/eller obligationer. Foreningen har en medlemsvalgt bestyrelse, som lægger de overordnede linjer for foreningens investeringer. 